# مارک آلبرایتون
مارک آلبرایتون (انگلیسی: Marc Albrighton؛ زادهٔ ۱۸ نوامبر ۱۹۸۹) یک بازیکن فوتبال اهل انگلستان است.
از باشگاه‌هایی که در آن بازی کرده‌است می‌توان به استون ویلا، ویگان اتلتیک، و لستر سیتی اشاره کرد.